# Shibetsu
Pour les articles homonymes, voir Shibetsu (homonymie).
Shibetsu (士別市, Shibetsu-shi) est une ville située dans la préfecture de Hokkaidō, au Japon.

## Géographie

### Situation
La ville de Shibetsu est située sur l'île de Hokkaidō, dans le nord de la sous-préfecture de Kamikawa, au Japon. Elle s'étend sur 58 km, d'est en ouest, et 42 km, du nord au sud.

### Démographie
Au 1er septembre 2019, la population de Shibetsu s'élevait à 18 652 habitants, répartis sur une superficie de 1 119,22 km2,.

### Climat
| Mois                                             | jan.       | fév.       | mars       | avril     | mai       | juin      | jui.      | août     | sep.      | oct.      | nov.       | déc.      | année      |
| ------------------------------------------------ | ---------- | ---------- | ---------- | --------- | --------- | --------- | --------- | -------- | --------- | --------- | ---------- | --------- | ---------- |
| Température minimale moyenne (°C)                | −14,5      | −14,2      | −8,5       | −0,9      | 5,2       | 10,5      | 15        | 15,7     | 10,6      | 4         | −1,9       | −9,9      | 0,9        |
| Température moyenne (°C)                         | −8,5       | −7,7       | −2,8       | 4,2       | 11,2      | 15,8      | 19,7      | 20,1     | 15,5      | 8,8       | 1,7        | −5,2      | 6,1        |
| Température maximale moyenne (°C)                | −4,3       | −2,8       | 1,9        | 9,5       | 17,5      | 22        | 25,4      | 25,6     | 21,2      | 14,1      | 5,4        | −1,8      | 11,2       |
| Record de froid (°C) date du record              | −35,1 1985 | −34,2 1978 | −28,9 1986 | −13 2006  | −5 2001   | 0,4 1989  | 4,6 1983  | 4,5 2008 | 0,2 2013  | −6,4 2006 | −20,4 1988 | −29 1978  | −35,1 1985 |
| Record de chaleur (°C) date du record            | 6,8 2009   | 11 2010    | 13,6 2018  | 25,8 1998 | 32,8 2019 | 36,3 2014 | 36,2 2021 | 37 2021  | 31,8 2020 | 25,6 2019 | 19,9 2003  | 11,1 1989 | 37 2021    |
| Ensoleillement (h)                               | 47,6       | 75         | 117,2      | 159,3     | 189,8     | 168,4     | 162,6     | 152,2    | 147,2     | 114,6     | 48         | 31,8      | 1 410,1    |
| Précipitations (mm)                              | 64,2       | 49,2       | 52,2       | 46,7      | 62,9      | 66,3      | 130,5     | 152,3    | 148,8     | 116       | 125,7      | 102,3     | 1 117,6    |
| Nombre de jours avec précipitations              | 17,4       | 14,6       | 14,7       | 10,8      | 10,7      | 10        | 11,7      | 12,3     | 13,9      | 15,8      | 19,7       | 21,5      | 172,9      |
| dont nombre de jours avec précipitations ≥ 10 mm | 1          | 0,7        | 0,8        | 1,2       | 2         | 2,2       | 3,8       | 4,8      | 4,9       | 4,2       | 4,3        | 2,4       | 32,1       |

| Diagramme climatique                                  |               |             |             |             |            |             |               |               |          |              |               |
| J                                                     | F             | M           | A           | M           | J          | J           | A             | S             | O        | N            | D             |
| −4,3−14,564,2                                         | −2,8−14,249,2 | 1,9−8,552,2 | 9,5−0,946,7 | 17,55,262,9 | 2210,566,3 | 25,415130,5 | 25,615,7152,3 | 21,210,6148,8 | 14,14116 | 5,4−1,9125,7 | −1,8−9,9102,3 |
| Moyennes : • Temp. maxi et mini °C • Précipitation mm |               |             |             |             |            |             |               |               |          |              |               |

## Histoire
Le village de Shibetsu a été fondé en 1899. Il a acquis le statut de bourg en 1915, puis de ville en 2005.

## Transports
La ville est desservie par la ligne principale Sōya de la JR Hokkaido. La gare de Shibetsu est la principale gare de la ville.

## Jumelage
Shibetsu est jumelée avec Goulburn en Australie.